# Peter Stoll (Forstmann)

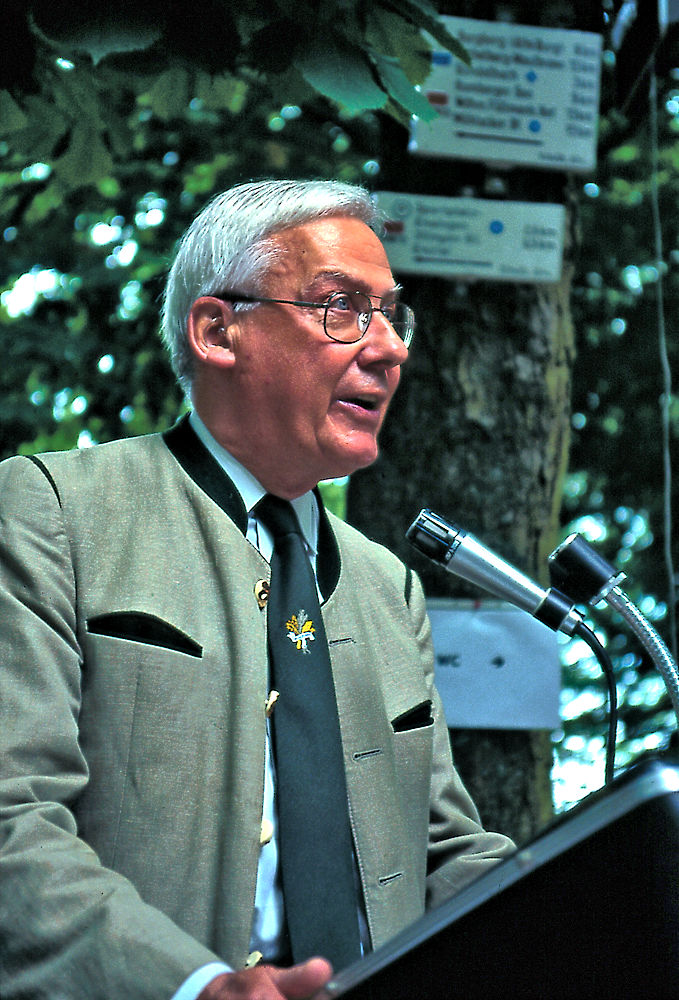
Peter Stoll

Peter Stoll (* 1. April 1931 in Crailsheim; † 7. Oktober 2015 in Stuttgart) war ein deutscher Forstmann und Naturschützer. Von 1977 bis 1996 leitete er als Forstpräsident die Forstdirektion Tübingen. Sein Name ist eng verbunden mit der Renaissance der Laubholzwirtschaft und dem Übergang zum naturnahen Waldbau in Baden-Württemberg. Von 1991 bis 2001 war er Präsident des Schwäbischen Albvereins.

## Leben

### Herkunft und Jugendzeit
Peter Stoll stammte aus einem forstlichen Elternhaus. Sein Vater Otto Stoll war später als Oberlandforstmeister Holzverkaufsreferent bei der Forstdirektion Nordwürttemberg. In Crailsheim geboren, kam er 1935 nach Stuttgart, wo er aufwuchs. 1944 wurde die Familie ausgebombt und fand in Kirchheim unter Teck eine neue Heimat.

### Berufsweg in der Landesforstverwaltung Baden-Württemberg
Nach dem Abitur studierte Stoll an der  Ludwig-Maximilians-Universität München und der Albert-Ludwigs-Universität Freiburg Forstwissenschaft. 1954 wurde er im Corps Suevia München und im Corps Suevia Freiburg recipiert. Sein Referendariat absolvierte er in der Landesforstverwaltung Baden-Württemberg. Nach der Übernahme in den Staatsdienst kam er zunächst unter anderem als Forsteinrichter zum Einsatz. 1967 wurde er zum Leiter des Forstamtes Langenau ernannt. In diesem durch Laubholz geprägten Forstbezirk der Ulmer Alb brachte er die lange Zeit vernachlässigte Eichennachzucht wieder in Gang. Dies war nicht nur eine Weichenstellung für sein Forstamt, sondern leitete die Renaissance der Eichenwirtschaft in ganz Baden-Württemberg ein. Zudem arbeitete Stoll eng mit den privaten Waldbesitzern zusammen, wobei ihm die Förderung des Bauernwaldes stets ein besonderes Anliegen war.
Durch seine Arbeit im Forstamt Langenau wurde auch das Landwirtschaftsministerium auf ihn aufmerksam und holte ihn 1974 als Leiter des Personal- und Organisationsreferats der Abteilung Landesforstverwaltung nach Stuttgart. Hintergrund war die mit der Gebiets- und Kreisreform verbundene Verwaltungsreform, in deren Zuge es galt, die forstliche Bezirksverwaltung zu reorganisieren. Unter Stolls Stabführung wurde ein auf die neuen Gemeinde- und Forstdirektionsgrenzen abgestimmtes Konzept entwickelt, das die Staatlichen Forstämter Baden-Württembergs von 238 auf 190 reduzierte. Dies ließ sich in weitgehendem Einvernehmen mit den körperschaftlichen und privaten Waldbesitzern und ohne größere personelle Härten umsetzen.
1977 wurde er zum Leiter der Forstdirektion Tübingen bestellt, der er bis zum beruflichen Ruhestand 1996 als Forstpräsident vorstand. Insbesondere die Wiederbelebung der Laubholzwirtschaft und den Übergang zum naturnahen Waldbau hat er in dieser Zeit unterstützt und mit vorangetrieben. In der Forstdirektion Tübingen wurden dafür zukunftsweisende waldbauliche Behandlungsmodelle entwickelt.

### Engagement im Schwäbischen Albverein
Weit über die forstlichen Fachkreise hinaus bekannt machte Peter Stoll sein ehrenamtliches Engagement im Schwäbischen Albverein. Seit 1979 gehörte er dessen Hauptausschuss an und hatte von 1985 bis 1991 das Amt eines Vizepräsidenten inne. 1991 trat er als Präsident die Nachfolge von Helmut Schönnamsgruber an. Er blieb zehn Jahre in diesem Amt, bis er es bei der Hauptversammlung 2001 in seinem Geburtsort Crailsheim an Hans-Ulrich Rauchfuß abgab.
Unter Stolls Präsidentschaft gelang es, den Schwäbischen Albverein zu einem umfassenden Heimatverein auszubauen. Dazu gehören neben den klassischen Fachgebieten des Wanderns, der Unterhaltung des Wanderwegenetzes und des Kartenwesens andere Fachgebiete wie Bewahrung des schwäbischen Kulturgutes, Denkmalpflege, Pflege des Brauchtums und des heimischen Dialekts, Singen, Volkstanz und Musik dazu. Im Schulterschluss mit dem Schwarzwaldverein kam 2001 zudem die Gründung der Heimat- und Wanderakademie Baden-Württemberg zustande.
Besonderes Anliegen Stolls war es zudem, die Naturschutzarbeit im Schwäbischen Albverein voranzubringen und ihr so Breitenwirkung zu verschaffen. Zu diesem Zweck führte er den Naturschutztag und mit ihm im jährlichen Wechsel den Landschaftspflegetag ein und schuf den Pflegetrupp mitsamt hauptamtlichem Leiter und dazugehörendem Gerät. Außerdem erreichte Peter Stoll, dass der Schwäbische Albverein als Naturschutzverband nach Paragraf 29 des Bundesnaturschutzgesetzes anerkannt wurde. Zu seinen weiteren Forderungen gehörte, einen Naturpark Schwäbische Alb auszuweisen.

### Sonstige Ämter

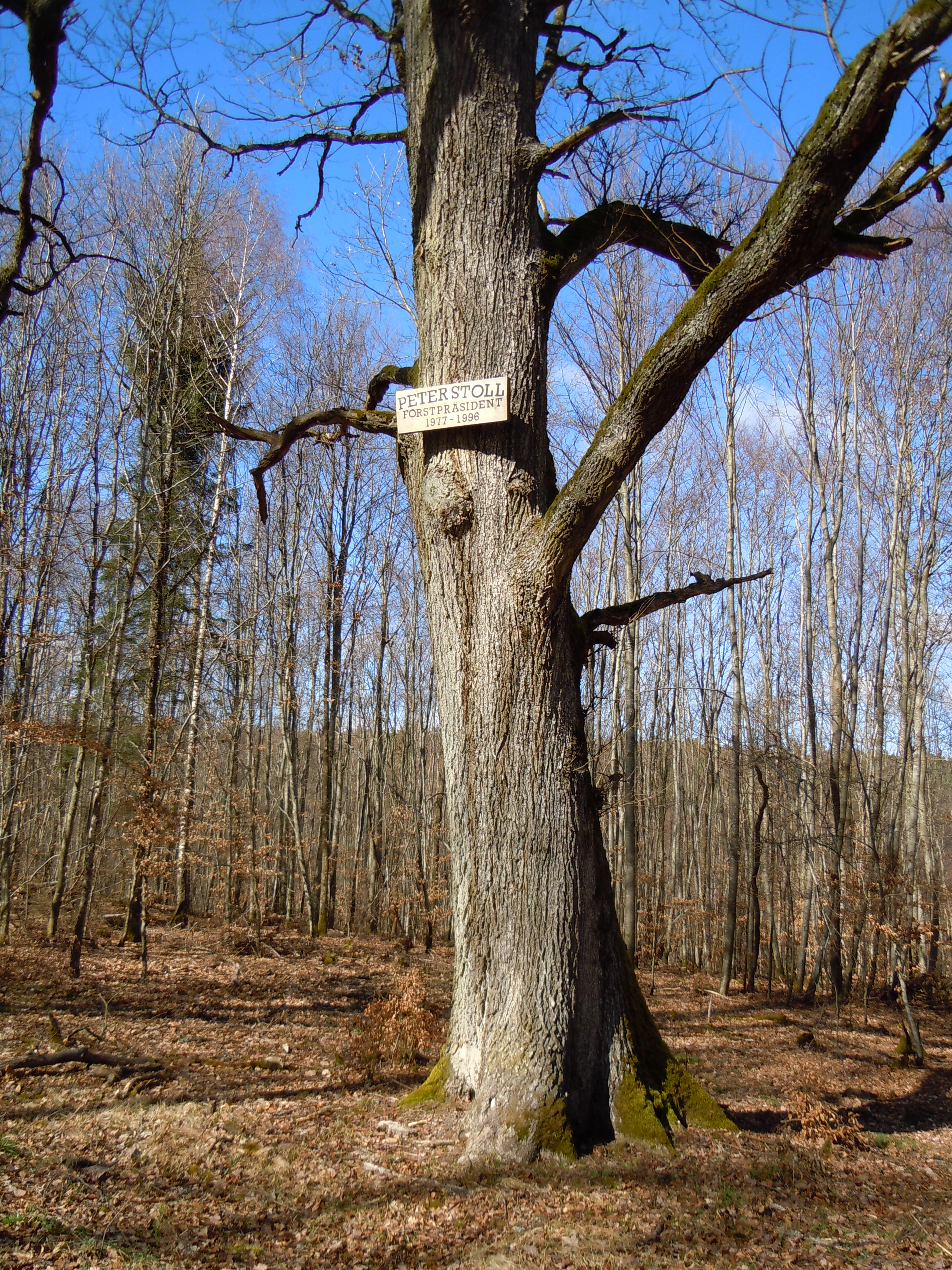
Peter-Stoll-Eiche im Schönbuch an der Schnapsallee

Stoll gehörte auch dem Vorstand des Stiftungsrats der Stiftung Wald in Not und dem Vorstand des Landesverbands Baden-Württemberg der Schutzgemeinschaft Deutscher Wald (SDW) an. Er war außerdem stellvertretender Vorsitzender des Fördervereins Naturpark Schönbuch e.V.
Forstpräsident a. D. Peter Stoll lebte in Stuttgart. Er starb am 7. Oktober 2015 nach schwerer Krankheit mit 84 Jahren und wurde in Kirchheim unter Teck beigesetzt.

## Ehrungen
In Anerkennung seines beruflichen und gesellschaftlichen Einsatzes verlieh ihm der Bundespräsident 1996 das Verdienstkreuz 1. Klasse des Verdienstordens der Bundesrepublik Deutschland. Das Land Baden-Württemberg zeichnete Peter Stoll im Jahr 2002 mit der Verdienstmedaille des Landes Baden-Württemberg aus.
Auch der Schwäbische Albverein hat den ehrenamtlichen Einsatz von Peter Stoll mehrfach gewürdigt. Der Albverein ernannte ihn 2001 zum Ehrenpräsidenten und zeichnete ihn im selben Jahr während eines Festaktes anlässlich seines 70. Geburtstags auch mit der Goldenen Ehrennadel aus. Das Heft 4/2001 des Vereinsorgans Blätter des Schwäbischen Albvereins war ihm gewidmet. Zu seinem 75. Geburtstag im Jahr 2006 ehrte der Albverein Peter Stoll mit der eigens geschaffenen Georg-Fahrbach-Medaille in Gold.